# Descrizioni di descrizioni
Descrizioni di descrizioni è il titolo attribuito a una raccolta postuma di recensioni letterarie che Pier Paolo Pasolini pubblicò per il settimanale Tempo  tra il 26 novembre 1972 e il 24 gennaio 1975
.